# برول (صیدون)
برول، روستایی در دهستان واجل بخش مرکزی شهرستان صیدون در استان خوزستان ایران است.

## جمعیت
بر پایه سرشماری عمومی نفوس و مسکن در سال ۱۳۹۵، جمعیت این روستا برابر با ۱۶۵ نفر (۴۱ خانوار) بوده‌است.